# 金井俊行

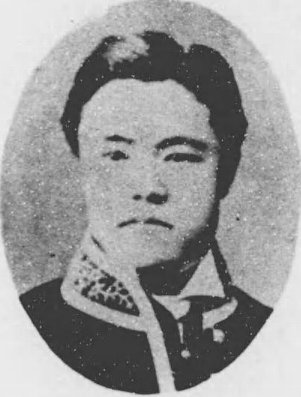
金井俊行

金井 俊行（かない としゆき、1850年4月12日（嘉永3年3月1日）- 1897年（明治30年）8月27日）は、最後の長崎区長。字は「世迪」。通称は「清之助」。号は「晴岡」。

## 経歴
1850年（嘉永3年）に長崎西山で生まれる。家は代々長崎代官手代。祖父の金井総蔵は長崎代官高木作右衛門忠任の要請に応じて1786年（天明6年）に武州から長崎へ移り住む。
俊行は8歳で儒者長川鉄壁の門下に入り漢籍を修める。16歳で長崎代官役所書役になり、長崎県少書記官、佐賀県大書記官を経て、1886年（明治19年）から1889年（明治22年）の長崎市市制施行までの間、長崎区長（長崎市長の前身）を務め、夜学校創設や下水道の改良、上水道敷設等を行った。長崎区長退任後は長崎市会議長、南高来郡長、韓国釜山居留民団長を務めた。
長崎の郷土史関係の古文書収集に努め、長崎区役所（長崎市役所の前身）に収めた（書籍182部291冊、図画78枚・8軸・6帖）。

## 年表
- 1850年（嘉永3年）3月1日 - 長崎西山に誕生。

- 1865年（慶応元年）- 16歳で長崎代官所書役となる。
- 1878年（明治11年）5月 - 長崎県少書記官に昇進。
- 1883年（明治16年）- 佐賀県大書記官に就任。
- 1886年（明治19年）
  - 8月12日 - 第4代長崎区長に任命される。
  - この年 - 前年のコレラ大流行を受けて、衛生面から上水道設置に関して日下義雄知事と協議を行う。
- 1887年（明治20年）11月 - 磨屋町の鶴鳴小学校に夜学校を開設。
  - 貧困家庭の子弟教育のため夜学校の設立を計画し、区会（長崎市議会の前身）に提案したが受け入れられず、自ら費用を捻出して設立した。
- 1889年（明治22年）
  - 1月22日 - 臨時区会で区立水道敷設案が可決される。
  - 1月25日 - 水道敷設案を長崎県に委託する。
  - 3月31日 - 長崎区長を退任。
  - 4月1日 - 市制施行により、長崎市が発足。
  - 4月22日 - 長崎県、本河内高部水道敷設工事に着手。
  - 5月 - 市会の市長第一次候補者選挙で水道賛成派に推薦されるものの、水道反対派が推す北原雅長（前・対馬島司）に敗れる。結局、北原雅長が初代長崎市長となった。
- 1890年（明治23年）
  - 1月6日 - 任期満了に伴う市会（市議会の前身）議長選挙で、初代議長の家永芳彦を破り、第2代議長に選出される。
    - しかし、間もなく南高来郡長に就任したため、議長在任期間は1ヶ月にも満たなかった。結局同年2月5日には改めて選挙が行われ、初代議長だった家永芳彦が第3代議長に選出された。ただ、家永芳彦も同年7月に衆議院議員選挙で当選して市会議員を辞任したため、11月には議長代理（副議長）の高橋保馬が第4代議長に選出され、長崎市では1年に3回市会議長が変わる事態となった。
- 1891年（明治24年）3月 - 区長時代に着手した本河内高部水道工事が(現在の本河内ダム)完成。鉄管と濾水施設を持つ近代的水道であった。
- 1894年（明治27年）
  - この年 - 南高来郡長を離職。韓国釜山居留民総代として釜山に渡る。
  - 7月 - 正六位に叙される。
- 1896年（明治29年）1月 - 病により離職し帰国。長崎市で療養する。
- 1897年（明治30年）8月27日 - 逝去（享年47）。墓所は西山椿原。

## 栄典
- 1883年（明治16年）7月16日 - 従六位[1]
- 1894年（明治27年）7月20日 - 正六位[2]

## 著書・出版物
- 「長崎年表」（全3巻）- 略称「金井年表」と呼ばれている。
  - 第一巻（1888年（明治21年）2月出版、以文会社[3]）
  - 第二巻（1888年（明治21年）2月出版、以文会社[4]）
  - 長崎年表附録（第三巻）（1888年（明治21年）9月出版、以文会社[5]）
- 「長崎略史」（全35巻）

- 「長崎市条例及規則私案」（1889年（明治22年）8月出版[6]）
- 「寛政四年島原地変記」（1891年（明治24年）8月8日出版[7]）
- 「長崎水道一斑」（1892年（明治25年）4月1日出版[8]）
- 「原城耶蘇乱記」（1892年（明治25年）4月1日出版[9]）
- 「温泉案内記」（1893年（明治26年）5月28日出版[10]）